# Promajna
Promajna falu Horvátországban Split-Dalmácia megyében. Közigazgatásilag Baška Vodához tartozik.

## Fekvése
Splittől légvonalban 47, közúton 60 km-re délkeletre, Makarskától 8 km-re északnyugatra, községközpontjától 3 km-re délkeletre, Közép-Dalmáciában, a Biokovo-hegység lábánál, az Adria-parti főút alatt a tengerparton található.

## Története
A régészeti leletek (cseréptöredékek, amforák, pénzérmék) tanúsága szerint itt már az i. e. 2. században is éltek emberek. Az első ismert itt élt nép az illírek egyik törzse a dalmaták voltak, akik a magaslatokon épített, jól védhető erődített településeikben laktak. A rómaiak hosszú ideig tartó harcok után csak az 1. században hódították meg ezt a vidéket. Az illírek elleni 9-ben aratott végső győzelem után békésebb idők következtek. A mai horvátok ősei a 7. században az avar hódítás után érkeztek ide. Ebből az időszakból származik a makarskai riviéra egyik legjelentősebb régészeti lelete egy gazdag mellékletekkel rendelkező sír, melynek leletei között aranyékszerek, gyöngyökkel díszített nyaklánc, karkötő és gyűrű került elő. Az itt talált, bevésett kereszttel díszített 6. – 7. századi cippus (határkő) egyike a legrégibb keresztény szimbólumoknak ebben a térségben.
A mai település első említése csak 1674-ben történt. Nevét a feltételezések szerint az innen mindig látványos napfelkeltéről (promaljanje Sunca) kapta. Lakói egykor főként a halászatból éltek. A velencei uralomnak 1797-ben vége szakadt és osztrák csapatok vonultak be Dalmáciába. 1806-ban az osztrákokat legyőző franciák uralma alá került, de Napóleon lipcsei veresége után 1813-ban újra az osztrákoké lett. 1880-ban 47, 1910-ben 101 lakosa volt. 1918-ban az új szerb-horvát-szlovén állam, majd később Jugoszlávia része lett. A település a háború után a szocialista Jugoszláviához került. 1991 óta a független Horvátországhoz tartozik. Baška Voda község 1993-ban alakult meg, addig Promajna is Makarska községhez tartozott. 2011-ben a településnek 357 lakosa volt, akik a turizmusból élnek.

## Lakosság
| Lakosság változása | Lakosság változása | Lakosság változása | Lakosság változása | Lakosság változása | Lakosság változása | Lakosság változása | Lakosság változása | Lakosság változása | Lakosság változása | Lakosság változása | Lakosság változása | Lakosság változása | Lakosság változása | Lakosság változása | Lakosság változása |
| ------------------ | ------------------ | ------------------ | ------------------ | ------------------ | ------------------ | ------------------ | ------------------ | ------------------ | ------------------ | ------------------ | ------------------ | ------------------ | ------------------ | ------------------ | ------------------ |
| 1857               | 1869               | 1880               | 1890               | 1900               | 1910               | 1921               | 1931               | 1948               | 1953               | 1961               | 1971               | 1981               | 1991               | 2001               | 2011               |
| 0                  | 0                  | 47                 | 46                 | 68                 | 101                | 0                  | 93                 | 97                 | 124                | 126                | 176                | 185                | 231                | 456                | 357                |

(1857-ben, 1869-ben és 1921-ben lakosságát Baška Vodához számították.)

## Nevezetességei
- A Mindenszentek tiszteletére szentelt római katolikus temploma 2000-ben épült. A bejárat bal oldalán a belső oldalon emléktábla található, mely szerint az Úr megtestesülésének nagy jubileumán a patrónusok nagylelkű támogatásával építették Ante Kuzmanić építész tervei szerint Milan és Niko Čale mesterek. A horvát államiság ünnepén május 30-án szentelte fel Ante Jurić érsek, Stjepan Poljak segédpüspök és Berislav Nikić plébános. A templom az apszissal együtt 30 méter hosszú és 15 méter széles. A 29 méter magas harangtorony a homlokzat jobb oldalán áll. A hajó két oldalán különleges talapzaton állnak Szent Antal és Szent József szobrai. A keresztút Marica Vuković belovári festőművésznő munkája. Az oltár menzája kőből készült és kettős talapzaton áll.
- A promajnai hívek 1976-ban vásárolták azt a házat, melyet kápolnává alakítottak át, miután a bast-baška vodai plébánián belül Promajna, Bratuš és Krvavica önálló káplánság lett. Az új templom megépítése után ennek a kápolnának a szerepét vette át.

## Gazdaság
A lakosság megélhetését kezdetben a halászat adta. A turizmus kezdetei a közeli gyermekszanatórium felépítéséhez kapcsolódnak, ahol légzőszervi betegségben szenvedőket gyógyítottak. A következő évtizedekben egyre több magánház épült a településen jó minőségű szobákkal, apartmanokkal és a településen ma már magas színvonalú szállodai elhelyezésre is van lehetőség. A turistaforgalmat turisztikai iroda, postahivatal, üzletek, pénzváltóhelyek szolgálják. A helyi vendéglátó egységek a dalmáciai és a nemzetközi konyha különlegességeivel szolgálnak. A 21. század elején Promajna megkapta a legrendezettebb üdülőhelyeknek kijáró „Kék virág” kitüntetést.

## Galéria
- Promajna központjának látképe
- A promajnai tengerparti sétány
- A kikötő látképe
- Látkép a mólóval
- Látkép a Biokovo-hegységgel
- Promajnai üdülőházak